# Medidas prontas de seguridad
Las medidas prontas de seguridad o MPS son un poder de emergencia o régimen de excepción que habilita al Poder Ejecutivo de Uruguay a suspender transitoriamente ciertas garantías constitucionales ante casos graves e imprevistos de ataque exterior o conmoción interior. Se encuentran previstas en la Constitución de la República; han existido en todos los textos constitucionales, incluso en el de 1830

## Normas constitucionales

### Artículo 168
Dice el artículo 168 de la Constitución:
"Al Presidente de la República, actuando con el Ministro o Ministros respectivos, o con el Consejo de Ministros corresponde:
17) Tomar medidas prontas de seguridad en los casos graves e imprevistos de ataque exterior o conmoción interior, dando cuenta, dentro de las veinticuatro horas a la Asamblea General, en reunión de ambas Cámaras o, en su caso, a la Comisión Permanente, de lo ejecutado y sus motivos, estándose a lo que éstas últimas resuelvan.
En cuanto a las personas, las medidas prontas de seguridad sólo autorizan a arrestarlas o trasladarlas de un punto a otro del territorio, siempre que no optasen por salir de él. También esta medida, como las otras, deberá someterse, dentro de las veinticuatro horas de adoptada, a la Asamblea General en reunión de ambas Cámaras o, en su caso, a la Comisión Permanente, estándose a su resolución.
El arresto no podrá efectuarse en locales destinados a la reclusión de delincuentes".

### Artículo 15
Dice el artículo 15:

"Nadie puede ser preso sino in fraganti delito o habiendo semiplena prueba de él, por orden escrita de Juez competente."
Este artículo excluye los arrestos mencionados en el 168 inc. 17, por lo cual queda claro que las MPS son una excepción a esta norma, pero una excepción prevista en la propia Constitución.

### Artículo 31
Dice el artículo 31:
"La seguridad individual no podrá suspenderse sino con la anuencia de la Asamblea General, o estando ésta disuelta o en receso, de la Comisión Permanente, y en el caso extraordinario de traición o conspiración contra la patria; y entonces sólo para la aprehensión de los delincuentes, sin perjuicio de lo dispuesto en el inciso 17 del artículo 168".

## Análisis jurídico

### Justificación de la aplicación
El artículo 168 en su primer inciso establece que al Poder Ejecutivo le corresponde "la conservación del orden y tranquilidad en lo interior y la seguridad en lo exterior". De aplicar las medidas, el Poder Ejecutivo debe fundamentar que dicha obligación no puede ser cumplida por medio de los mecanismos normales, para lo cual es necesaria la existencia de la situación grave e imprevista. 
Así pues, el Ministerio del Interior no podría realizar comunicados que mencionaran que la situación está controlada, que es de calma o que, mediante procedimientos ordinarios, controlará la situación y, si así lo hiciere, las medidas carecerían de sustento. Por otra parte, el margen de discrecionalidad que posee el Poder Ejecutivo y luego la Asamblea General para determinar cuando es "grave" como para implantar las medidas, es amplio.

### Contenido de las medidas
Sobre las personas, está taxativamente determinado: su arresto en locales donde no se recluyan delincuentes y su traslado dentro de la República, sólo a efectos de restablecer el orden, no por la comisión de un delito.

### Valor jurídico de las medidas
Una "medida" no es regla de derecho, no altera el orden jurídico, no crea, no deroga ni modifica disposiciones constitucionales, ni legales ni reglamentarias. No pueden ser contrarias a derecho, solamente pueden ser excepcionalidades permitidas en otras normas. No podría establecerse mediante una medida pronta de seguridad la excepción a una norma. Luego de finalizada la aplicación las medidas, la norma general continúa siendo aplicada normalmente.
La excepción a una norma, como un arresto no permitido por la Constitución o la ocupación de un inmueble no violan la Constitución, sino que son excepciones y se aplican, aún en general y no a un caso, solo en un momento concreto.
Las situaciones permitidas normalmente (como una reunión) pero interrumpidas por la aplicación de estas medidas, no implica para los individuos involucrados la comisión de delito alguno, no han violado disposición alguna y por ende no podrán ser acusados. 

### Carácter "pronto" o provisional
Lo imprevisto de la situación y la gravedad de la misma pueden requerir esta inmediatez de las medidas. De ello se extrae que las determinaciones tomadas en dicha situación no pueden exceder el lapso durante el cual exista la situación que las genera.
Carecerían de sustento en estas medidas acciones como una expropiación o confiscación pues perdurarían sus efectos en el tiempo. Sólo puede incautarse provisionalmente de la tenencia de una cosa, ya que en esta situación no se cambia el dueño de la cosa. No puede revocarse una autorización de radio-transmisión, pero sí ocupar el local de la emisora e incluso utilizarlo para emitir, si con ello se tiende a restablecer el orden, y sólo mientras la situación originaria se mantenga. Por igual motivo, no puede destituirse un funcionario público, solo separarlo provisionalmente de sus funciones. 

### Crítica sobre la práctica de las medidas
Cuando se implantaron, el Poder Ejecutivo creyó conveniente ante las situaciones consideradas de conmoción interior, dictar un "decreto de medidas prontas de seguridad" describiendo en el mismo conductas prohibidas (propaganda sindical,reuniones) y las posibles sanciones correspondientes. La legitimidad de dichos decretos fue discutida, ya que las medidas no podrían crear una figura delictiva ni sancionar una conducta violatoria de la misma. Sólo se podría, ante cada caso, aplicar una medida pronta de seguridad, por ejemplo, disolver una reunión si se cree que dificulta la paz. El Poder Ejecutivo no tendría atribuciones para dictar prohibiciones ni para sancionar los incumplimientos.

## Uso de estos poderes
El instituto de las medidas prontas de seguridad fue utilizado en varios períodos. Fueron usadas en 1904 con la guerra civil, en el primer gobierno colegiado (1919-1931) y luego durante la presidencia de Gabriel Terra (1931-1938). En marzo y en septiembre de 1952 se aprobaron medidas prontas de seguridad a raíz de la conflictividad sindical en varios sectores públicos y privados. También entre 1959 y 1967, el primer y segundo gobierno colegiado del Partido Nacional aplicó medidas prontas de seguridad (la primera vez, como consecuencia de las inundaciones de 1959). También lo hicieron los gobiernos posteriores de Oscar Gestido (1967), Jorge Pacheco Areco (1968-1972) y Juan María Bordaberry (1972-1973). 
Durante el gobierno cívico-militar (1973-1985) el instituto sólo se usó en una oportunidad, frente a una eventual crisis bancaria. Desde el restablecimiento de la vigencia de la Constitución y del Estado de Derecho (1985), no han sido utilizado.
El presidente Pacheco aplicó las medidas prontas de seguridad por primera vez el 13 de junio de 1968, fecha que se conoce como el nacimiento el pachequismo. Pacheco gobernó cuatro años aplicando reiteradamente las medidas prontas de seguridad. Eso llevó a que se dijera que era un gobierno con tintes autoritarios, aunque no llegó a romper con la legalidad constitucional. En su momento la oposición más dura calificó al gobierno de Pacheco como una dictadura; la expresión en boga era: "la dictadura que no osa decir su nombre".
Pacheco también utilizó el mecanismo de las medidas prontas de seguridad para asuntos de índole económico. El 28 de junio de 1968 dictó el decreto N.º 420/68 que estableció la congelación total de precios y salarios. A los seis meses la medida se transformó en la ley de creación de la Coprin (Comisión de Productividad, Precios e Ingresos). Con el decreto del 28 de junio de 1968 se inició un proceso que dio en llamarse de medidas prontas de seguridad económicas, por las que se incursionó en diversos temas, incluso en temas relacionados con alquileres. Con las medidas prontas de seguridad el gobierno creó una estructura de conducción económica que se superpuso a las leyes existentes.